# Lissonota benoiti
Lissonota benoiti là một loài tò vò trong họ Ichneumonidae.